# Ermís Aradíppou
Maillots
L’Ermís Aradíppou (en grec moderne : Ερμής Αραδίππου), ou l’Hermès d’Aradíppou, est un club chypriote de football fondé en 1958 et basé dans la ville d'Aradíppou sur la périphérie de la ville de Larnaca.
Le club a été promu en première division pour la saison 2009-2010.
L’Ermís Aradíppou joue ses matchs à domicile au stade municipal d’Aradíppou, terrain qu’il partage avec ses rivaux locaux de l’Omónia Aradíppou.

## Bilan sportif

### Palmarès
| Compétitions nationales | Compétitions internationales                                                        | |
| --- | ----------------------------------------------------------------------------------- | --- |
| \| - Coupe de Chypre : - Finaliste : 2013-2014. - Supercoupe de Chypre (1) : - Vainqueur : 2014. \| \| - Championnat de Chypre de deuxième division (3) : - Champion : 1982-1983, 1984-1985 et 2008-2009. - Championnat de Chypre de troisième division (3) : - Champion : 1975-1976, 1995-1996 et 2006-2007. \| | - Ligue Europa : - 1 participation. - Meilleur parcours : 3e tour de qualification. | |
| - Coupe de Chypre : - Finaliste : 2013-2014. - Supercoupe de Chypre (1) : - Vainqueur : 2014. |                                                                                     | - Championnat de Chypre de deuxième division (3) : - Champion : 1982-1983, 1984-1985 et 2008-2009. - Championnat de Chypre de troisième division (3) : - Champion : 1975-1976, 1995-1996 et 2006-2007. |

### Bilan européen
Note : dans les résultats ci-dessous, le score du club est toujours donné en premier.
| Saison    | Compétition  | Tour             | Club           | Domicile | Extérieur | Total |
| --------- | ------------ | ---------------- | -------------- | -------- | --------- | ----- |
| 2104-2015 | Ligue Europa | Troisième tour Q | BSC Young Boys | 0 - 2    | 0 - 1     | 0 - 3 |

Légende
- Victoire ou qualification pour le tour suivant
- Match nul
- Défaite ou élimination de la compétition

## Personnalités du club

### Présidents
- Loukas Charalambous Fanieros

### Entraîneurs
Le tableau suivant présente la liste des entraîneurs du club depuis 2009.
| Rang | Nom                 | Période              |
| ---- | ------------------- | -------------------- |
| 1    | Dušan Mitošević     | sept. 2009-août 2010 |
| 2    | Dimítris Ioánnou    | nov. 2010-déc. 2010  |
| 3    | João Carlos Pereira | déc. 2010-juin 2011  |
| 4    | Nikos Andronikou    | oct. 2011-mars 2012  |

| Rang | Nom                     | Période               |
| ---- | ----------------------- | --------------------- |
| 1    | Níkos Panayiótou        | oct. 2012-sept. 2014  |
| 2    | Nikódemos Papavasileíou | sept. 2014-févr. 2015 |
| 3    | Mitchell van der Gaag   | févr. 2015-mars 2015  |
| 4    | Ioánnis Okkás           | mars 2015-mai 2015    |

| Rang | Nom                | Période              |
| ---- | ------------------ | -------------------- |
| 1    | Pavlos Dermitzakis | juin 2015-sept. 2015 |
| 2    | Apostolos Makridis | sept. 2015-oct. 2015 |
| 3    | Níkos Panayiótou   | oct. 2015-           |

### Joueurs emblématiques
- Mários Christodoúlou
- Michalis Markou
- Andréas Papathanasíou
- Bogdan Andone
- Stefan Postma

## Logos du club

Ancien logo
Logo actuel